# 李衡
李 衡（り こう、生没年不詳）は、中国三国時代の呉の官僚。字は叔平。荊州襄陽郡の人。妻は習英習。

## 生涯
兵戸の出身である。後漢の末、武昌に移住し、庶民として暮らした。羊衜から、乱世に尚書の劇曹郎に就くだろうと評価された。襄陽の名族習竺はこのことを聞いて、自分の娘の英習を与えて娘婿として迎えた。
後に羊衜らの推挙により郎中として孫権に仕えた。校事の呂壱は苛烈な性格で、多くの重臣が罪に陥れられた。李衡は孫権に会うたびに、呂壱の専横を訴えた。このため孫権は恥じ入った。数ヶ月後、呂壱は悪事が露見して処刑されている。李衡は孫権からの大抜擢を受けた。
建興の初、諸葛恪の旗下に入り司馬に任じられた。建興2年（253年）、使者として蜀漢に派遣され、当時軍権を握っていた姜維に北伐を説得した。やがて諸葛恪が誅殺された後、李衡は地方に任官を申し入れると、丹陽太守となった。この頃琅邪王である孫休が丹陽に住んでいる。李衡は、孫休をしばしば厳しい態度をとったという。妻はそのたび李衡を諫めたが、李衡は従わなかった。
永安元年（258年）、孫休が即位すると、懼れた李衡が魏に逃げるつもりだったが、妻は「こんなことをしてはいけない。あなたが先帝の恩を受け、中原の人は私たちをどう見ているのか？また琅邪王は名誉を重視する人物で、個人のことによる嫌忌であなたを殺さない事は明白です」と諫めた。李衡がこの忠告に従って、自らを縛って出頭してきたため、孫休は李衡に咎めなく詔を出し李衡を釈放させ、郡に戻らせた。逆に棨戟を授与するとともに、威遠将軍に任命された。
李衡は荘園経営を始めたが、妻が反対したため、密かに召使に命じて武陵の泛洲に屋敷に建造し、屋の周りには千株の蜜柑の木を植えた。死ぬ前に秘蔵の財は息子たちに教えたという。死の20日後、息子はそのことを母に告げると、「これは秘密ではない。 数年前のある日、使用人は突然いなくなった。その時点でこのことに気づいた。実はね、この世の中で一番心配することのは道徳がないことで、お金がないわけではない。高貴な人物となった同時に貧乏生活を送るに越したことはない。なぜこれらの蜜柑が必要ですか？」と答えた。呉の末期に李家が豊かとなった。東晋の咸康年間まで、その遺跡や枯れ木が残っていた。